# Podskalnica nadrzeczna
Podskalnica nadrzeczna (Guyruita guadanuccii) – gatunek pająka z rodziny ptasznikowatych. Zamieszkuje Gujanę Francuską.

## Taksonomia
Gatunek ten opisany został po raz pierwszy w 2021 roku przez Danniellę Sherwood i Raya Gabriela. Opisu dokonano na podstawie pojedynczej samicy odłowionej w 1972 roku. Jako lokalizację typową autorzy wskazali leśną stację badawczą nad Inimem na południe od Maripasouli w Gujanie Francuskiej. Epitet gatunkowy nadano na cześć arachnologa Joségo P.L. Guadanucciego

## Morfologia
Holotypowa samica ma 26 mm długości ciała przy karapaksie długości 12,3 mm oraz szerokości 8,2 mm. Ubarwienie jest brązowe z czarniawym wzorem na wierzchu opistosomy (odwłoka), na który składa się pięć poprzecznych, niepołączonych przepasek zachodzących na jej boki. Karapaks ma wyniesioną część głowową z niskim wzgórkiem ocznym. Oczy pary przednio-bocznej leżą nieco bardziej z przodu niż przednio-środkowej, a pary tylno-środkowej bardziej z przodu niż tylno-bocznej. Jamki karapaksu są głębokie i odgięte. Szczęki mają 100–120 kuspuli, natomiast na wardze dolnej jest ich około 90–100. Cechą wyróżniającą gatunek na tle rodzaju jest obecność u samic spermatek z trzema zbiornikami po każdej stronie, z których każdy kończy się pojedynczym, dobrze zesklerotyzowanym płatem wierzchołkowym.